# 11. Kurentovanje (1971)
Kurentovanje 1971 je bil enajsti uradni ptujski karneval, 21. februarja, na pustno nedeljo.
Dogodek je organiziralo Folklorno društvo Ptuj, v sončnem vremenu pa si ga je ogledalo 35,000 ljudi.

## Spored

### Dopoldanski prikaz etnografskih likov
Ob 10. uri po mestnih ulicah:
- 1. Kurenti (Markovci, Borovci, Bukovci, Rogoznica, Spuhlja...)
- 2. Pokači, kopjaši in kmečka gostija (Markovci)
- 3. Orači (Lancova vas, Markovci, Podlehnik)
- 4. Kopanjarice (Markovci)
- 5. Rusa, Medved, piceki in drugi pustni liki
- 6. Pustni plesači (Pobrežje pri Vidmu)
- 7. Ploharji (Cirkovci)
- 9. Pustni pogrebci (Rogoznica, Ptuj)

### Popoldanski sprevod karnevalskih skupin
Ob 14. uri po mestnih ulicah:
- Skupaj je nastopilo 30 karnevalskih skupin, najbolj številčno so bile zastopane šole in delovne organizacije.
- več skupin si je privoščilo "devalviran dinar", ki je bil najbolj na tapeti
- dobro je bilo zastopano tudi kmetijstvo na račun zadružništva, živinoreje...

## Nagrade
Posebna ocenjevalna komisija na najboljše karnevalske maske, je razdelila nagrade v skupni vrednosti 150,000 dinarjev.

## Trasa

### Karnevalska povorka
- Mladika (start) – Čučkova – železniški prehod – Osojnikova – Ciril Metodov drevored – Ljutomerska (Potrčeva) – Srbski trg (UE Ptuj) – Rajčeva – Muzejski trg – Prešernova – Bezjakova – Titov trg (mestna tržnica) – Miklošičeva – Trg mladinskih delovnih brigad (Mestni trg) – Krempljeva –
Trg svobode (Minoritski trg) – Dravska ulica – Mladika (zaključek)